# Knight Vision
"Knight Vision" er den sjette episode af den niende sæson i det amerikanske sitcom How I Met Your Mother. Det er samtidig også den 190. episode samlet. Episoden blev først sendt den 21. oktober 2013 i USA og samtidig også i Danmark. Den omhandler begivenheder, der sker klokken 9 fredag aften under Robin Scherbatsky og Barney Stinsons bryllup, som det meste af den niende sæson af How I Met Your Mother er bygget op efter. I episoden må Ted Mosby (Josh Radnor) prøve at finde frem til hvilken date, han skal score. Her vælger han pigen Cassie (Anna Camp), som ender med at blive et rædsomt valg, da han hele aften må trøste hende på grund af dårlige og triste begivenheder, der tidligere er sket for hende. Samtidig har Robin Scherbatsky (Cobie Smulders) og Barney Stinson (Neil Patrick Harris) problemer med deres præst (Edward Herrmann), da han finder ud af, at de har løjet over for dem, dette meget til Lily Aldrins (Alyson Hannigan) ubehag. Marshall Eriksen (Jason Segel) kommer på sin længere køretur tilbage mod brylluppet i et skænderi med sin rejseledsager Daphne (Sherri Shepherd), om hvordan han skal fortælle sin kone Lily Aldrin, at han har taget et job som dommer i New York, der dermed vil ødelægge deres planer om at flytte til Rom, Italien.
Episoden blev skrevet af producer og manuskriptforfatter Chris Harris, som desuden har skrevet 17 andre episoder af How I Met Your Mother og skrevet to episoder i den niende sæson inklusiv "Knight Vision". Episoden blev instrueret af Pamela Fryman og produceret Missy Alexander og Rachel Axler. Samtidig har episoden Josh Radnor, Jason Segel, Cristin Milioti, Cobie Smulders, Neil Patrick Harris og Alyson Hannigan i hovedrollerne. Dog modtog Cristin Milioti kun kredit for episoden, eftersom at hun ikke var med i den, selvom hun i den niende sæson havde status som hovedperson.
Episoden endte med at få blandede anmeldelser fra anmeldere. Dona Bowman fra the A. V. Club gav episoden A- og skrev samtidig at "Radnor's dårlige valg og reaktioner til deres stadig katastrofale konsekvenser ville være nok til at lave "Knight Vision" til en fremragende sitcomepisode. Men der er mere, i form af B-historien omkring Robin og Barney, der fortegner sig selv som et sødt, dydigt par..." Men i forhold til Dona Bowmans positive anmeldelse, fik "Knight Vision" også en del dårlige, hvor Max Nicholson fra IGN mente, at "historien var fortabt, inden den begyndte", og en anden hjemmeside gav episoden et C. En af årsagerne til "Knight Visions" mange dårlige anmeldelser, var manglen af moren, som efter introduktionen i finalen af sæson 8, Something New, fik status som hovedperson. Mange anmeldelser kritiserede dette, hvor Phoebe Reilly fra hjemmesiden Vulture siger, at "moren er [mere] fraværende end nogensinde".

## Plot
Klokken 21.00 fredag aften, 45 timer før bryluppet samles gruppen, dog undtagen Marshall Eriksen (Jason Segel), til en aftenøl, hvor Barney Stinson (Neil Patrick Harris) forklarer over for Ted Mosby (Radnor), at valget af ens bryllupsdate bliver fastslået under aftenøllen om fredagen. Barney sammenligner valget af hvilken pige, man skal vælge, til Indiana Jones og det sidste korstog, hvor Indiana Jones og Walter Donovan måtte vælge hvilken kop, de mente var den hellige gral. Barney mener, at Ted enten kunne vælge den rigtige pige eller den forkerte pige, hvor den forkerte pige ville kunne ødelægge hans weekend. Selvom Barney stærkt mener, at Ted burde vælge pigen Sophia (India de Beaufort), men Ted vælger en anden pige ved navn Cassie (Anna Camp). Selvom Cassie og Ted starter ud godt, tager Cassie et telefonopkald fra sin arbejdsgiver, der siger, at hun er fyret og alle hendes tidligere kollegaer havde hadet hende, hvilket får hende til at bryde sammen og efterlade Ted til at trøste hende. 
Cassie bliver hurtigt afhængig Ted, der skal være der for hende, da hun begynder at bryde mere sammen over det faktum, at hendes kæreste Wesley (Joshua Hoover) lige havde slået op med hende. Ted beslutter sig for, at efterlade hende efter en enkelt drink i spisestuen, hvor de dog møder Cassies forældre (Joe O'Connor). Da Cassie så går på toilettet, ser Ted sit snit, men Cassies forældre kommer i forkøbet og efterlader ham med Cassie og regningen. Efter at Ted og Cassie møder Wesley, som nu er sammen med Sophia, beslutter Cassie sig for at gøre Wesley jaloux ved at forføre Ted. Men da Ted og Cassie kommer op til Teds værelse bryder Cassie sammen igen og Ted ender aftenen med at trøste hende, indtil hun siger, at han godt må gå ud og finde sig en ny date til weekenden. Her støder Ted på Grace (Skyler Vallo), som først lige er kommet, og som ikke kender til det faktum at Cassie og Ted har gået ud sammen. Men da Ted rejser et glas for Robin og Barneys afdøde præst (Edward Herrmann), finder Ted ud af, at det egentlig var Cassies onkel, og han må ende med at trøste hende igen. Men fremtidige Ted fortæller dog senere, at det egentlig var en god ting, at han ikke kom sammen med nogen til brylluppet, da han senere til brylluppet ville møde hans fremtidige kone.
Robin og Barney introducerer samtidig Lily Aldrin (Alyson Hannigan) for deres gamle, sure præst ved navn Robert Lowell i håbet om, at hun vil give et godt ord ind for dem. Men Lily finder ud af fra præsten, at Barney og Robin har løjet om mange ting angående deres forhold, blandt andet hvordan de mødtes, og erstattet deres historier med Lily og Marshalls historier, da Lily og Marshalls historier er mere søde og passende over for præsten. Præsten finder ud af, at Robin og Barney i virkeligheden har løjet over for ham og siger dermed, at han ikke vil gifte dem i hans kirke. Da Robin og Barney kommer for at undskylde, fortæller de sandheden og samtidig også deres egne beskidte, dårligere historie, om hvordan de mødte hinanden. Dette giver præsten et hjerteanfald og dræber ham, hvilket giver dem fri mulighed for at blive gift i hans kirke dog uden ham som præst.
På Marshalls køretur gennem Vestamerika for at nå Robin og Barneys bryllup i tide, spørger hans rejsemakker Daphne (Sherri Shepherd) ind til, hvorfor Marshall ikke har fortalt sin kone Lily, at han har taget et job som dommer i New York, der derved vil ødelægge deres planer om at flytte til Rom, Italien. Marshall mener, at det er bedst, at han siger det ansigt til ansigt og mener, at han sagtens kan opremse en tale, der kan overbevise Lily om, at det er det rette valg at blive i New York City. Men Daphne overbeviser Marshall om, at han må øve sig i sin tale, hvilket de gør, indtil Marshall finder ud af, at Daphne arbejder for et stort oliefirma. Marshall, som er en miljømæssig advokat, bliver sur på Daphne, som selv bliver sur og ender med at skrive til Lily, at Marshall har taget jobbet som dommer.